# Sedia a rotelle

Il simbolo internazionale di accesso raffigura una persona su sedia a rotelle

La sedia a rotelle è un dispositivo mobile su ruote utilizzato da chi trova difficoltoso o impossibile camminare per via di malattie, infortuni o disabilità.

## Trazione
La trazione può essere di due tipi:

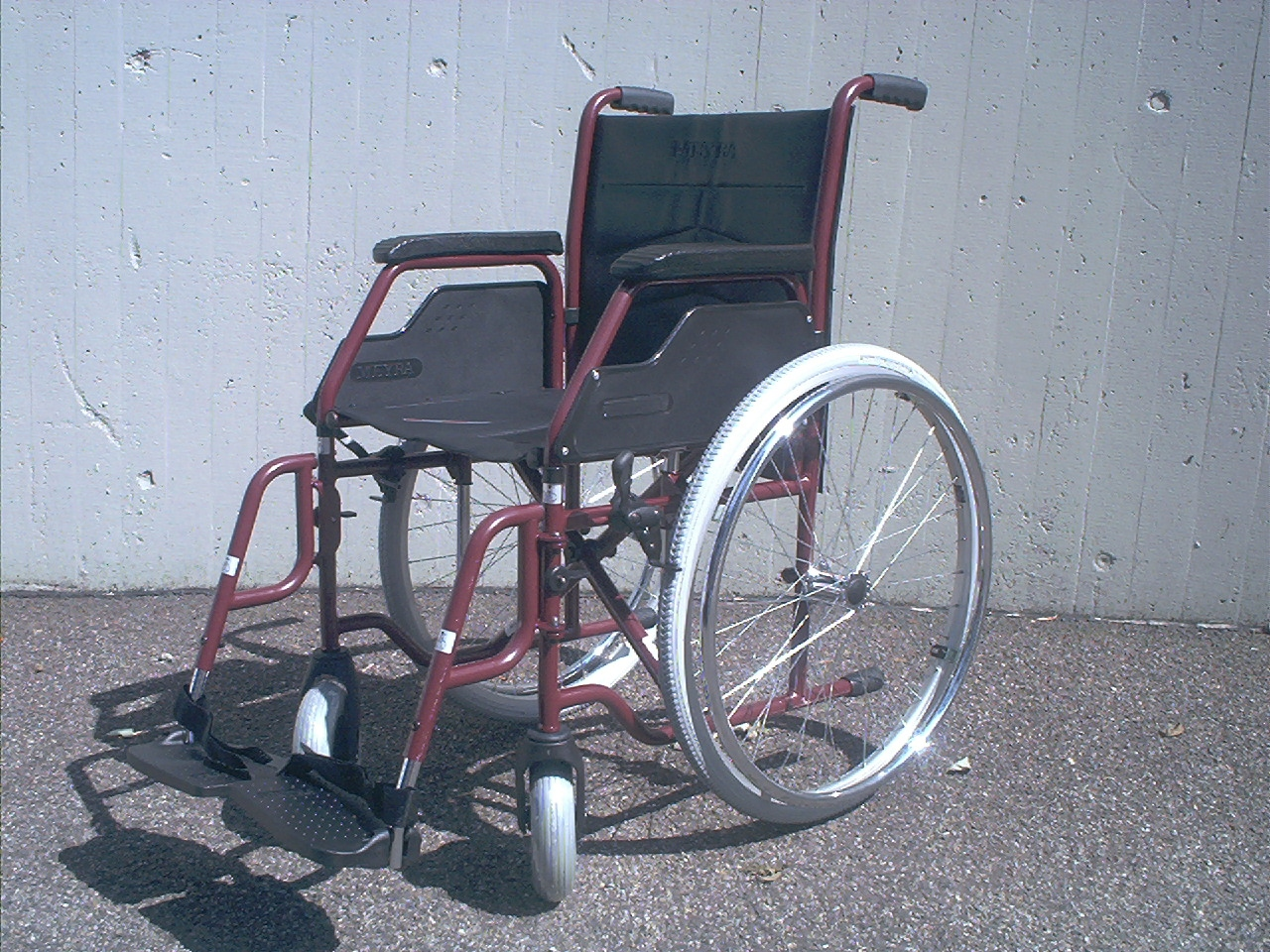
Una moderna sedia a rotelle

- manuale, spingendo le ruote con le mani.
- elettrico, grazie a sistemi motorizzati.

## Tipi di carrozzine

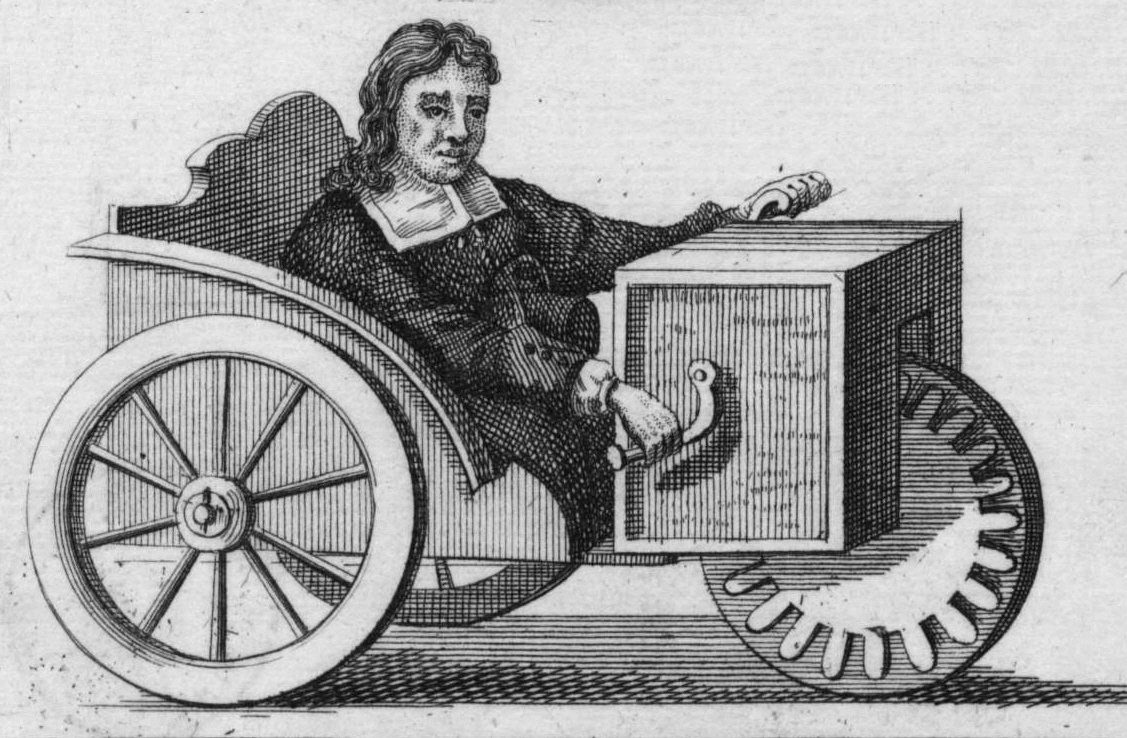
La sedia a rotella ideata da Stephan Farffler

Esistono svariate tipologie di carrozzine:
- semplici;
- elettriche;
- ripiegabili;
- sportive (utilizzate nelle competizioni di basket, maratona e altri sport, caratterizzate da forme aerodinamiche spesso molto diverse dalle versioni "standard").[4]

Nel 2023 è stato lanciato in commercio un modello che consente una elevazione in posizione eretta.

## Prime testimonianze
La sedia a rotelle sembra essere un'invenzione già nota in Grecia dove sono stati rinvenuti dei vasi datati VI secolo a.C., che sembrano rappresentare qualcosa di simile ad una sedia a rotelle (anche se non ci sono conferme su come e da chi fossero utilizzate). Alcune fonti segnalano anche delle raffigurazioni Cinesi, datate circa 525 d.C.
Anche se gli europei svilupparono un progetto simile, questo metodo di trasporto non esisteva fino al 1595 quando un ignoto inventore spagnolo ne costruì uno per il re Filippo II. Sebbene fosse una sedia elaborata con braccioli e poggiagambe, il design presentava ancora delle carenze poiché non aveva un meccanismo di propulsione efficiente e quindi richiedeva assistenza per spingerla.
La prima sedia a rotelle autopropulsiva (ossia che non necessita di essere spinta da terzi) viene ideata nel 1655 dal tedesco Stephan Farffler. Essa viene inoltre indicata come l'antenata dei moderni tricicli e biciclette Una delle prime rappresentazioni su tela risale ad un'opera del 1761 di Peter Jacob Horemans presente nel castello di Nymphenburg a Monaco di Baviera, nella camera da letto dell'ala nord del complesso centrale.
Nel 1887 le sedie a rotelle furono introdotte ad Atlantic City in modo che i turisti invalidi potessero noleggiarle per godersi il Boardwalk. Ben presto molti turisti (anche in buona salute, ossia non disabili) affittarono sedie a rotelle decorate e la relativa servitù per spingerli.
Nel 1933 Harry C. Jennings e il suo amico disabile Herbert Everest, entrambi ingegneri meccanici, inventarono la prima sedia a rotelle portatile, leggera, in acciaio e pieghevole. Everest e Jennings sono diventati i primi produttori di sedie a rotelle per il mercato di massa.

## Tipologie
| Tipo                                 | Descrizione | Immagine |
| ------------------------------------ | --- | --- |
| Carrozzine semoventi manuali         | Una sedia a rotelle manuale semovente incorpora un telaio, un sedile, una o due pedane (poggiapiedi) e quattro ruote: solitamente due ruote piroettanti anteriori e due grandi ruote posteriori. In genere c'è anche un cuscino sul sedile.                                                                       | Sedie a rotelle pieghevoli |
| Carrozzine manuali con assistente    | Una sedia a rotelle con assistente è generalmente simile a una sedia a rotelle manuale semovente, ma con ruote di piccolo diametro sia davanti che dietro. La sedia è manovrata e controllata da una persona in piedi nella parte posteriore che spinge le maniglie incorporate nel telaio.                       | Carrozzine Boardwalk, inizio XX secolo |
| Carrozzine elettriche                | Una sedia a rotelle elettrica, comunemente chiamata "carrozzina elettrica", è una sedia a rotelle che incorpora batterie e motori elettrici nel telaio e che è controllata dall'utente o da un assistente, più comunemente tramite un piccolo joystick montato sul bracciolo o sulla parte posteriore del telaio. | Una sedia a rotelle a trazione anteriore |
| Scooter per disabili                 | Gli scooter per disabili condividono alcune caratteristiche con le carrozzine elettriche, ma si rivolgono principalmente a un segmento di mercato diverso, ossia a persone con una capacità limitata di camminare.                                                                                                | Due persone che usano scooter per disabili |
| Carrozzine a braccio singolo         | Esse consentono all'utente di azionare autonomamente una sedia a rotelle manuale utilizzando un solo braccio. | Stephen Hawking sulla sua sedia a rotelle presentato da sua figlia Lucy Hawking alla conferenza che ha tenuto per il 50º anniversario della NASA |
| Carrozzine reclinabili e inclinabili | Le sedie a rotelle reclinabili o inclinabili hanno superfici di seduta che possono essere inclinate a varie angolazioni. | Una sedia a rotelle in piedi con 4 ruote motrici elettriche e funzioni per posizionare il disabile in piedi |
| Carrozzine in piedi                  | Una sedia a rotelle in piedi supporta l'utente in una posizione quasi eretta, consentendo all'utente di sedersi o stare in piedi sulla sedia a rotelle a seconda delle esigenze. | Una sedia a rotelle in piedi è un dispositivo automatizzato che aiuta l'utente a spostarsi da una posizione seduta, a una posizione eretta e spesso torna a terra se la sedia ha le capacità per farlo. Sono comuni tra le persone con: distrofia muscolare, sclerosi multipla e altri disturbi che compromettono le funzioni motorie. |
| Carrozzine sportive                  | Per gli atleti disabili è stata sviluppata una gamma di carrozzine apposite per determinati sport, tra cui basket, rugby, tennis, corsa. | Una moderna sedia a rotelle da corsa |
| Carrozzine fuoristrada               | Le sedie a rotelle fuoristrada consentono agli utenti di accedere a un terreno sterrato, altrimenti inaccessibile a un utente su sedia a rotelle. | Carrozzina cingolata per tutti i terreni |
| Carrozzine intelligenti              | Una sedia a rotelle intelligente è qualsiasi carrozzina elettrica che utilizza un sistema di controllo per aumentare o sostituire il controllo dell'utente. Il suo scopo è ridurre o eliminare il compito dell'utente (o dell'assistente) di guidare una carrozzina.                                              | Una sedia a rotelle da spiaggia |

Nel 2024 l'Istituto italiano di tecnologia ha messo a punto un esoscheletro robotico che permette di alzarsi e camminare. La batteria ha un'autonomia di 4 ore e necessita di un'ora per la ricarica.

## Galleria d'immagini

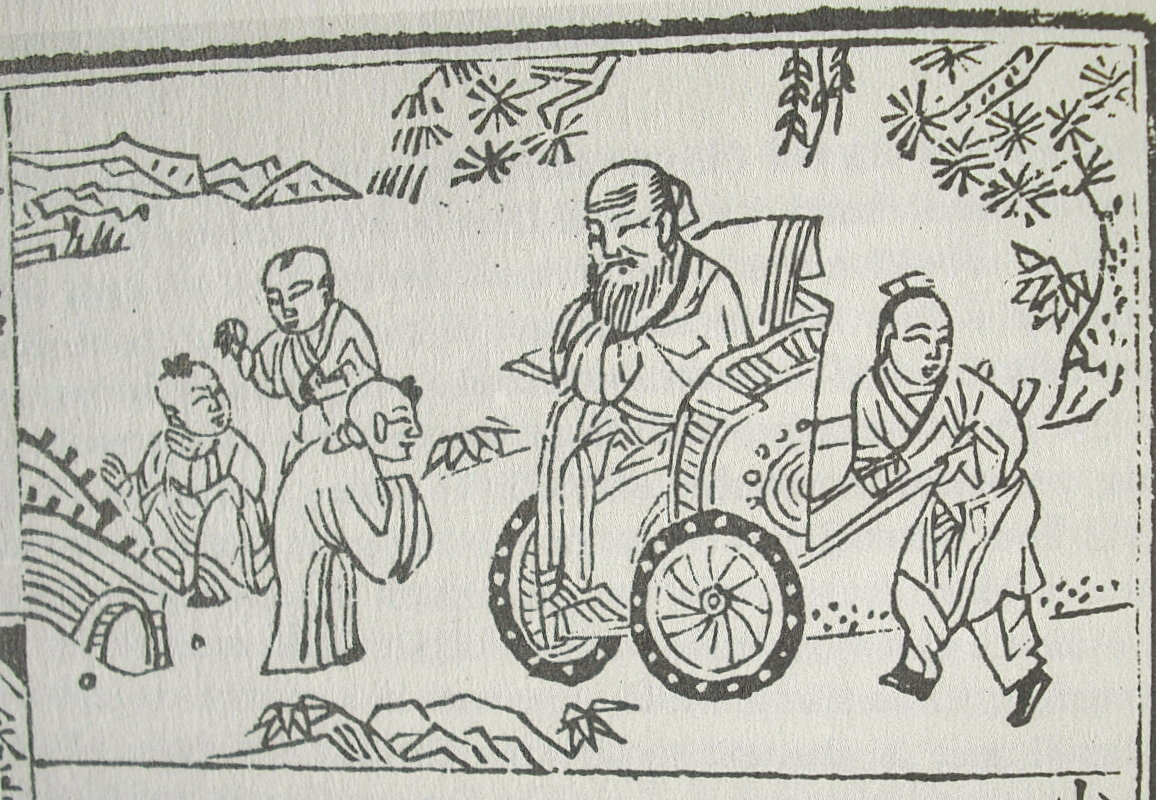
Raffigurazione del filosofo cinese Confucio su una sedia a rotelle, risalente al 1680 circa
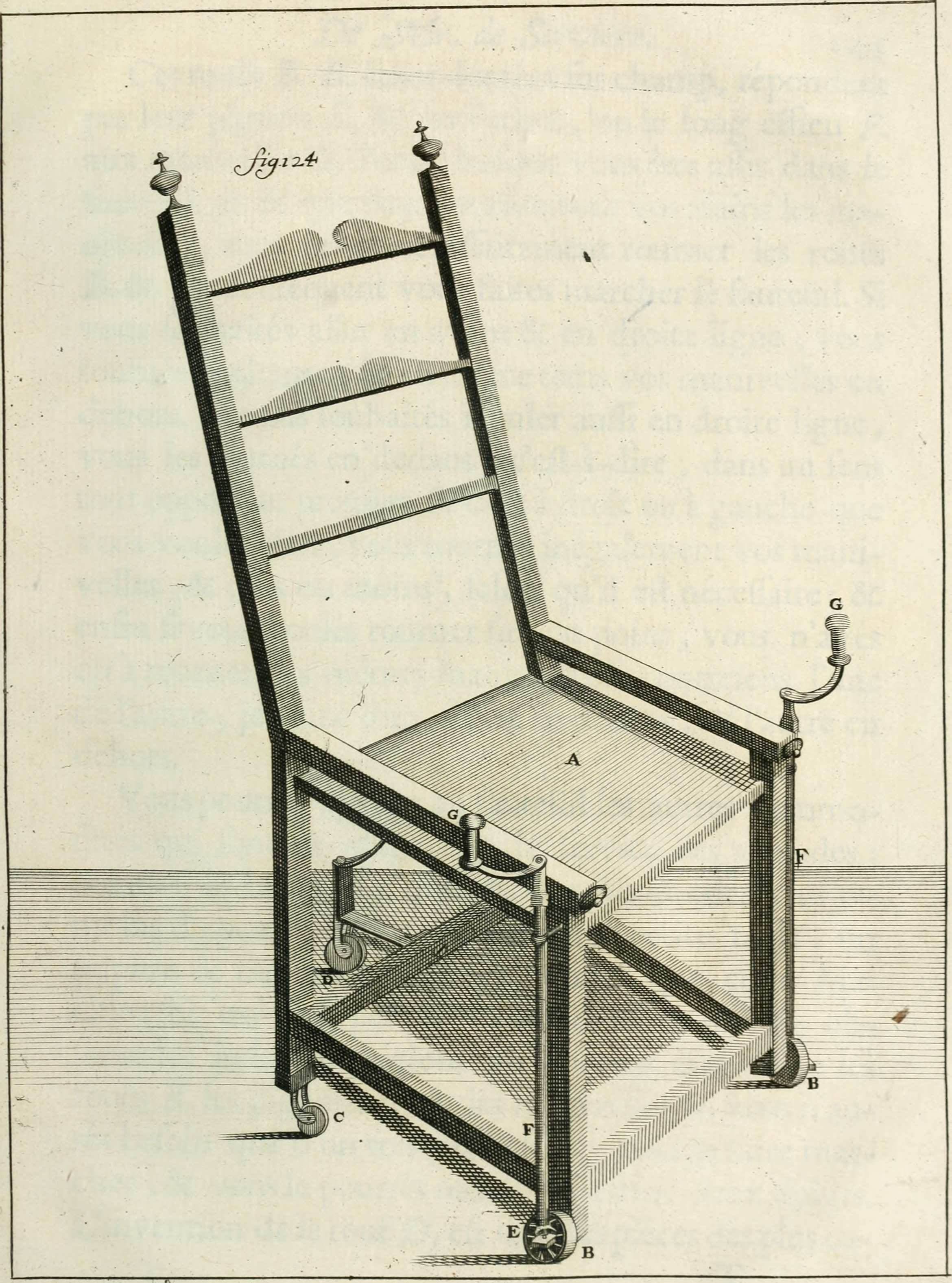
Nicolas Grollier de Servière (1596–1689). Sedia a rotelle nel suo Gabinetto delle meraviglie
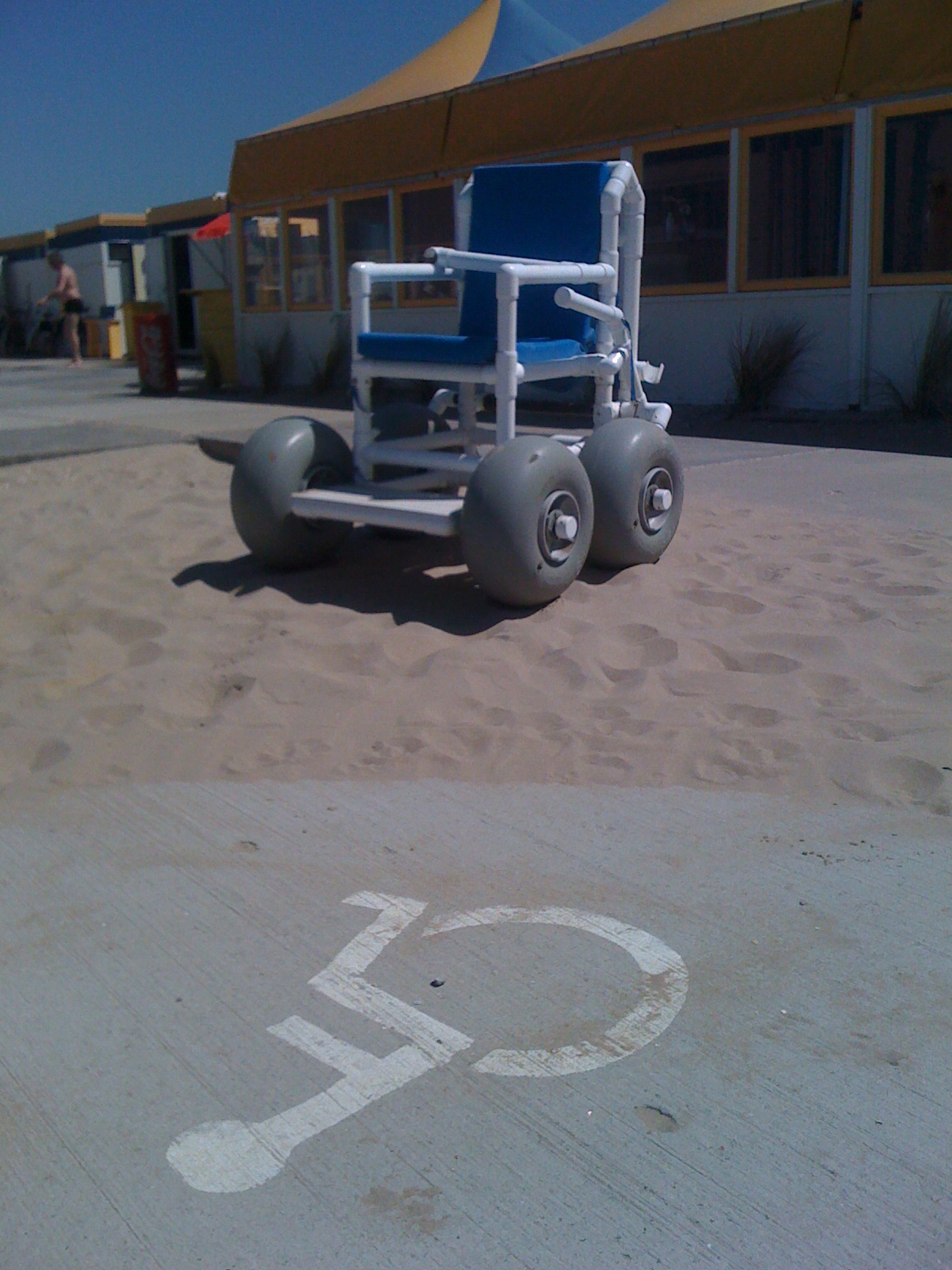
Una sedia a rotelle da spiaggia nei Paesi Bassi
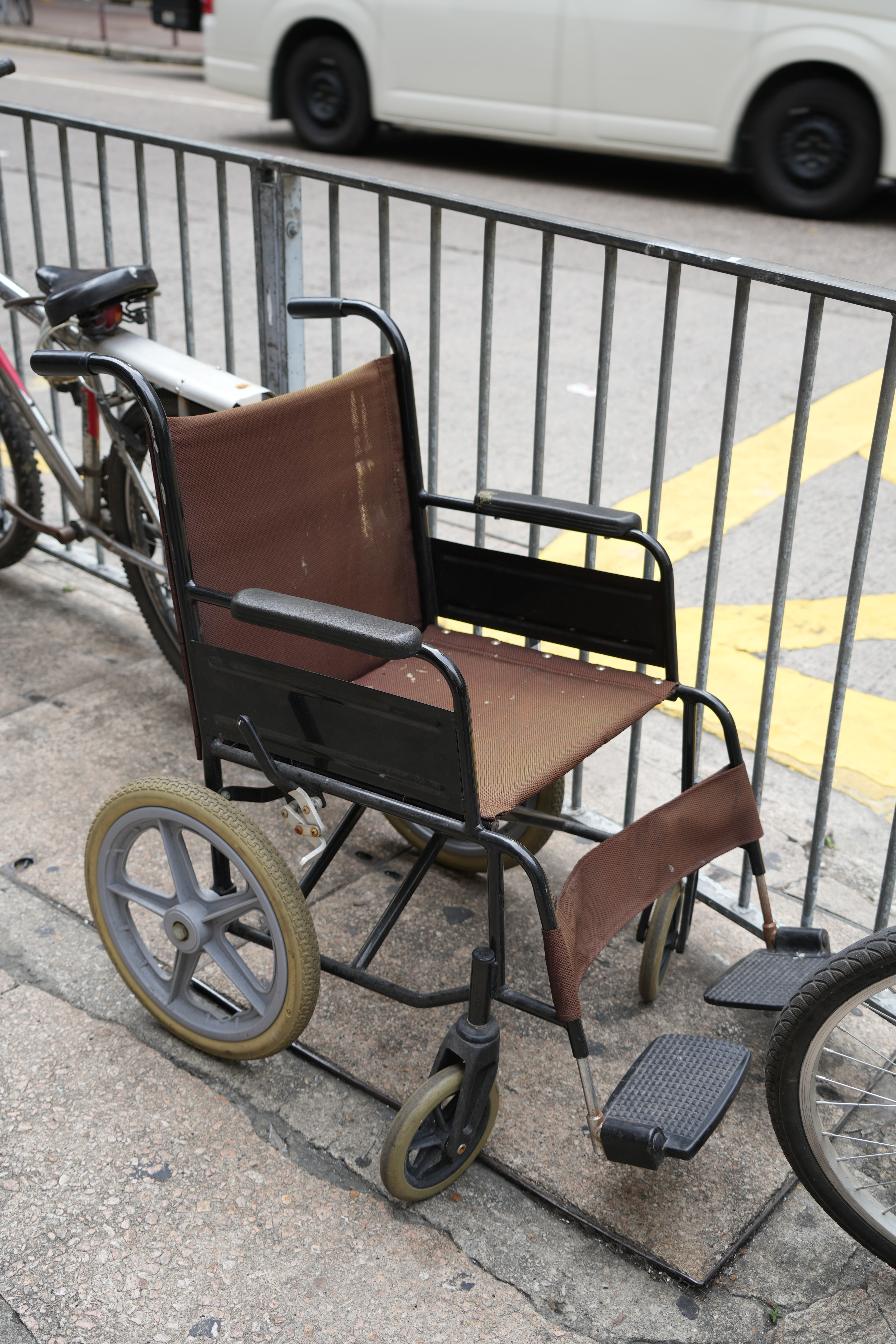
Una sedia a rotelle solo a spinta
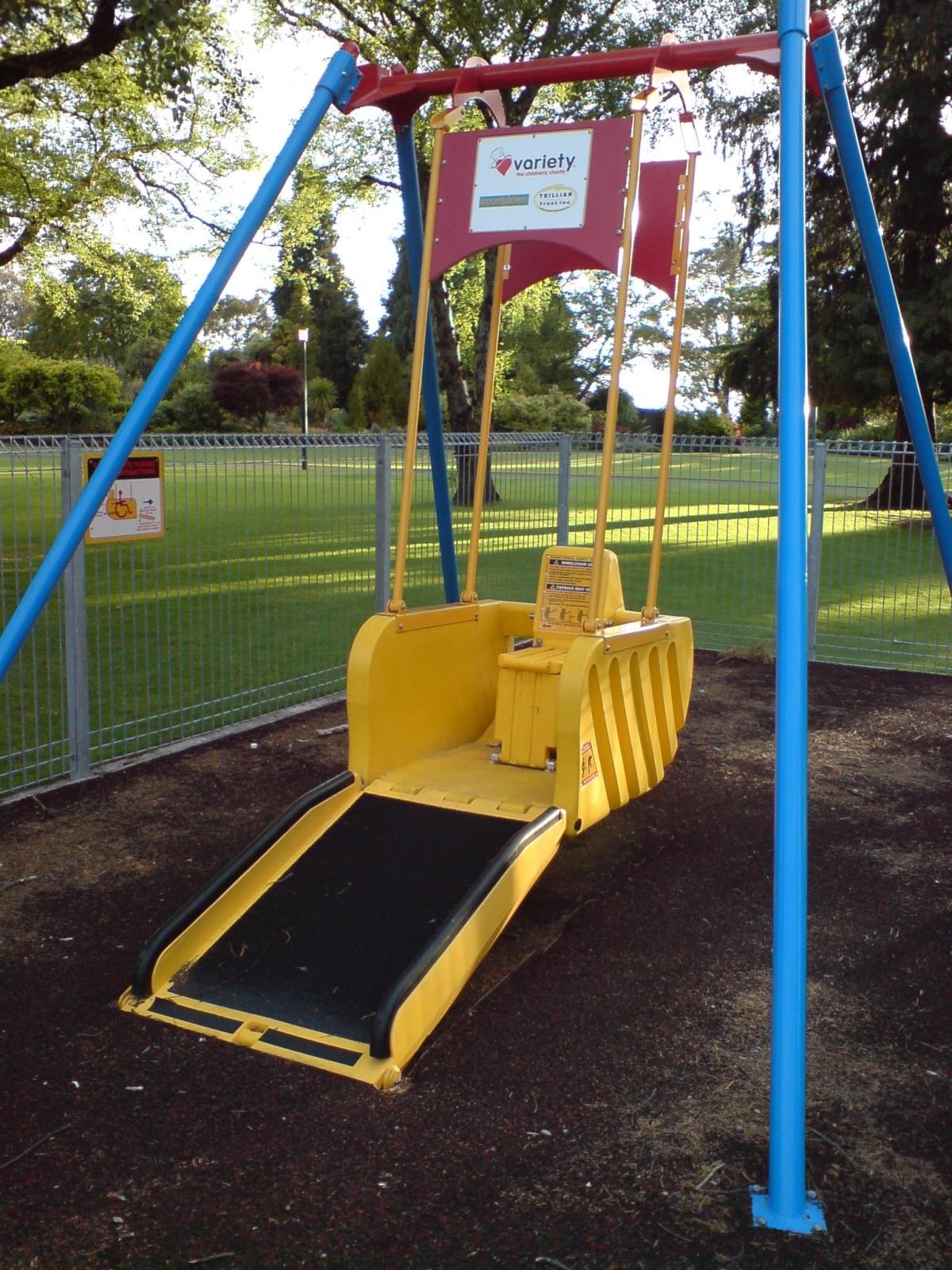
Un'altalena con sedia a rotelle in un parco giochi in Nuova Zelanda
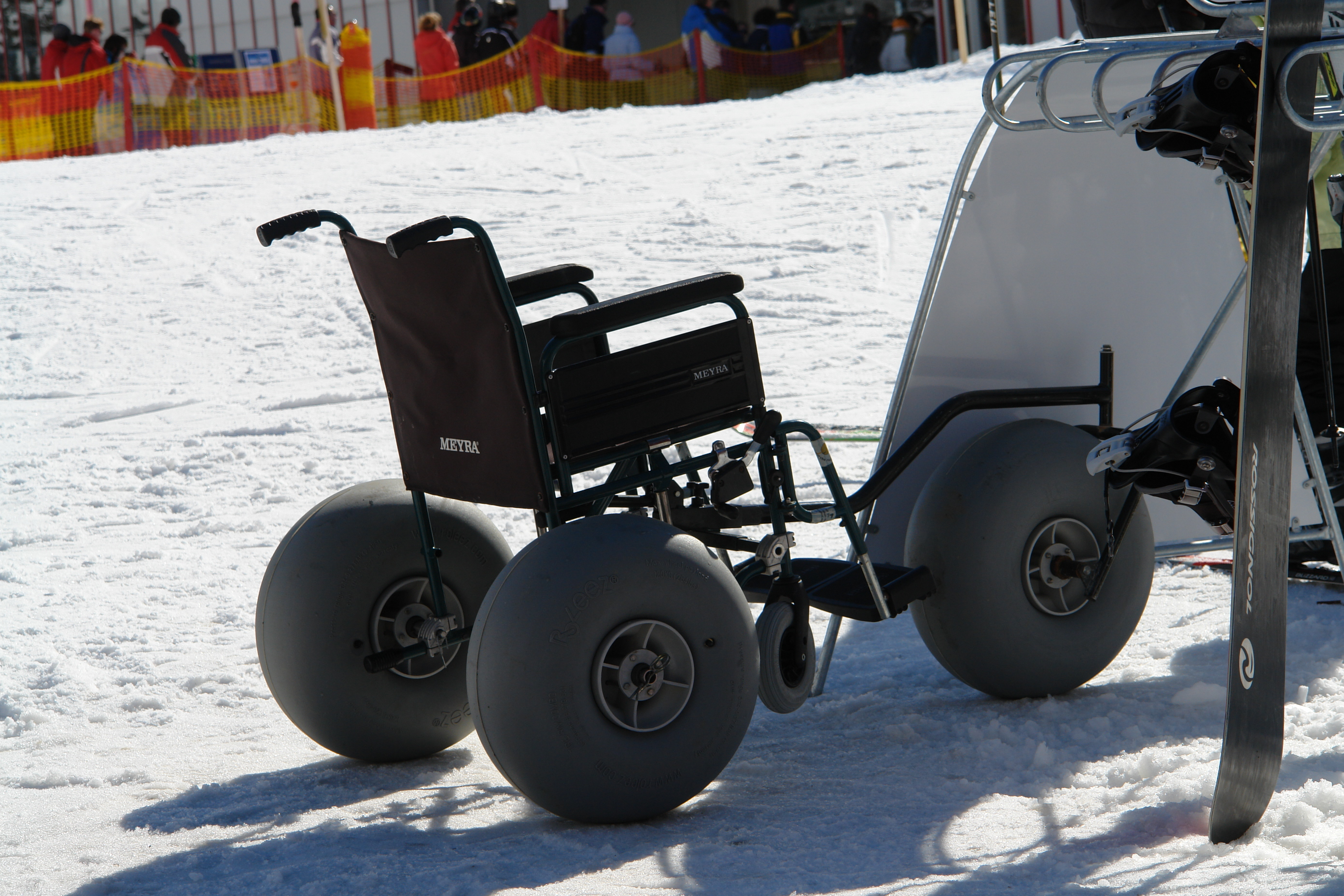
Una sedia a rotelle da neve
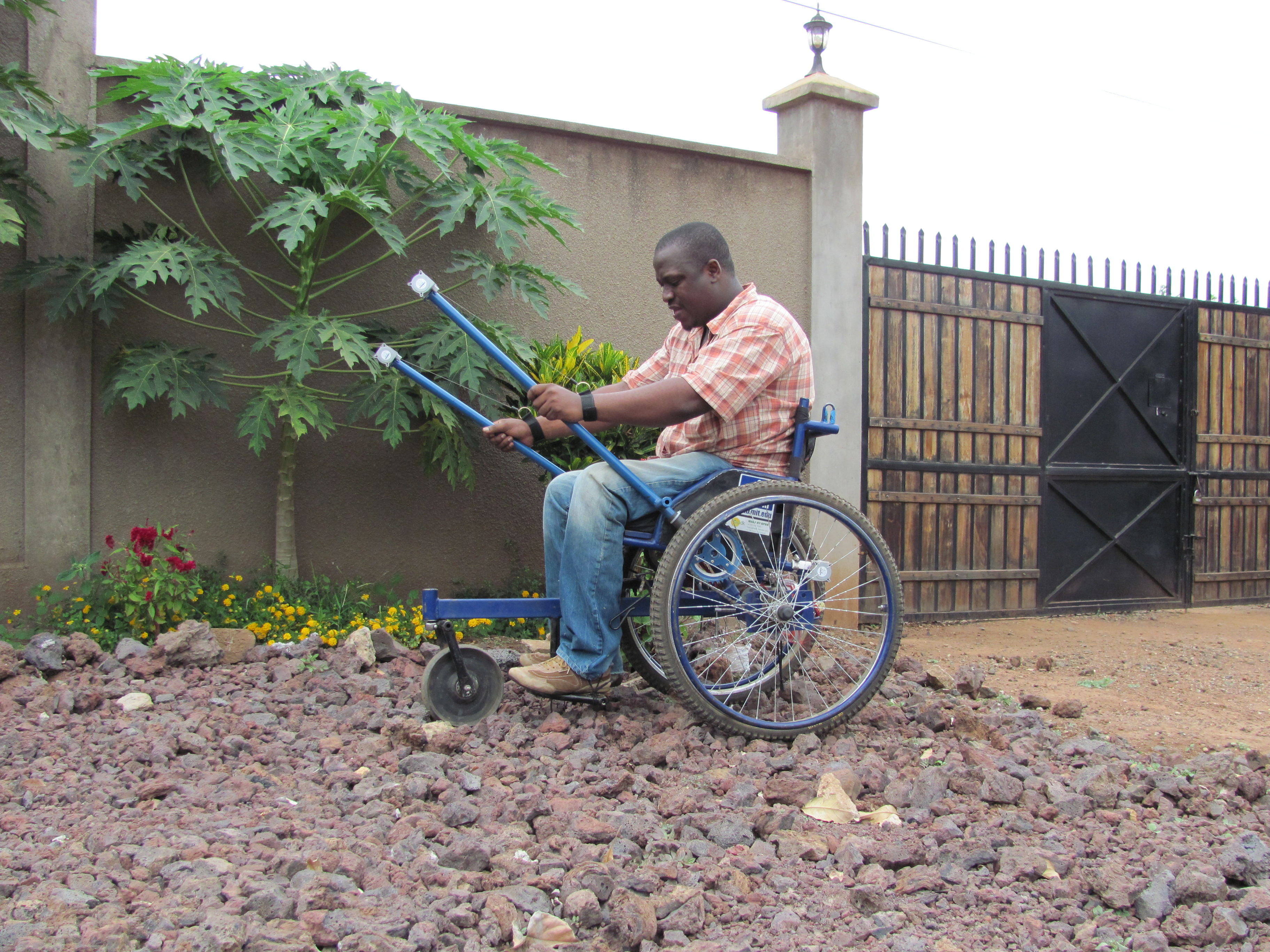
Un utente di sedia a rotelle Leveraged Freedom in Kenya. La sedia è stata progettata per essere economica e utilizzabile sulle strade sconnesse comuni nei Paesi in via di sviluppo.
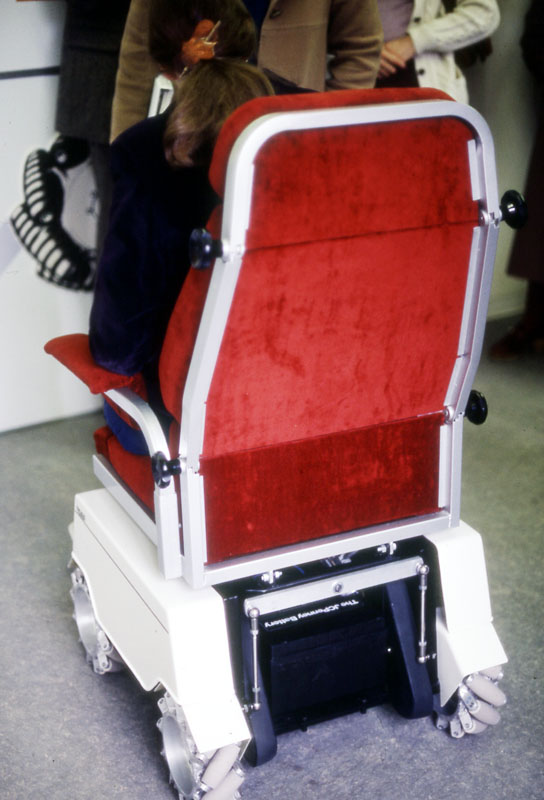
Carrozzina dotata di ruote Mecanum, portata in fiera nei primi anni '80